# Stanislaw Przespolewski

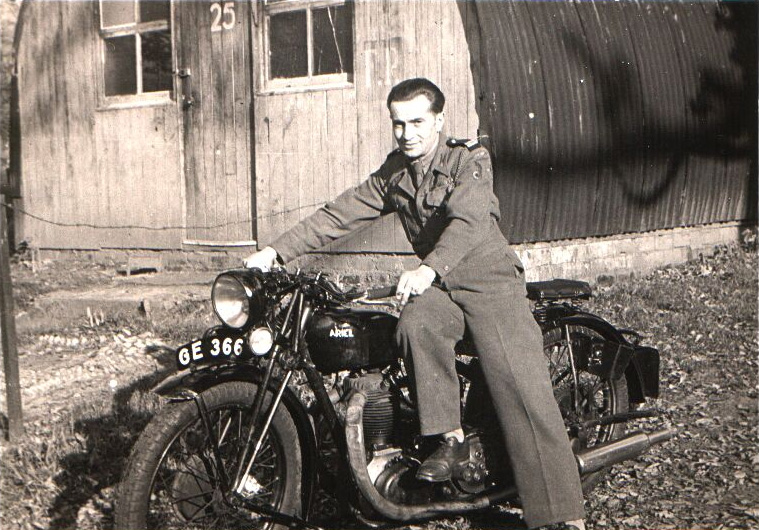
Stanislaw Przespolewski khi đang là một người lính Ba Lan ở Scotland, tạo dáng bên một chiếc xe máy (không phải của ông) trước một túp lều ở Nissen

Stanisław Kajetan Przespolewski (sinh năm 1910 – mất năm 1989) là một họa sĩ người Ba Lan. Ban đầu ông sống ở Ba Lan. Trong Chiến tranh thế giới thứ hai, ông chuyển đến Scotland. Sau đó, ông làm việc tại Anh và Hà Lan. Przespolewski nổi tiếng với hàng loạt tranh chân dung bằng bút chì, vẽ những người lính Ba Lan trong Chiến tranh thế giới thứ hai. Ba bức trong số này hiện được lưu giữ tại Rijksmuseum ở Amsterdam.

## Tiểu sử

### Giáo dục
Trước Chiến tranh thế giới thứ hai, Przespolewski học mỹ thuật tại Học viện Mỹ thuật ở Kraków. Tại đây, ông làm học trò của Stefan Filipkiewicz (vào năm 1931) và Władysław Jarocki (vào năm 1932). Ông tiếp tục theo học Đại học Nghệ thuật Ứng dụng ở Vienna. Đây là ngôi trường nghệ thuật đã từ chối nhận Adolf Hitler vào 20 năm trước đó. Kế tiếp, ông đi học ở Paris và Poznań, Ba Lan.

### Chiến tranh thế giới thứ hai
Sau khi rời Ba Lan vào năm 1939 và ở Pháp trong một thời gian ngắn (năm 1940), Przespolewski chuyển đến Vương quốc Anh. Tại đây, ông đóng quân một thời gian với Lực lượng vũ trang Ba Lan ở phía Tây tại Biggar, Scotland.
Ở Scotland, ông gặp Józef Sękalski và Roberta Hodges ở thành phố St Andrews, Fife. Tại xưởng vẽ của Roberta Hodges trên gác mái của The Bell Rock House, Przespolewski đã vẽ nhiều tranh chân dung, tranh khỏa thân, tranh tĩnh vật và tranh phong cảnh. Từ năm 1944 trở đi, ông là một trong những người lính Ba Lan thuộc Sư đoàn Thiết giáp Ba Lan số 1. Sư đoàn của ông tiến từ Normandy đến Wilhelmshaven trong tháng 5 năm 1945.

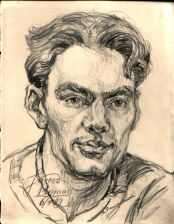
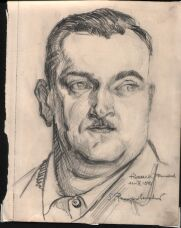
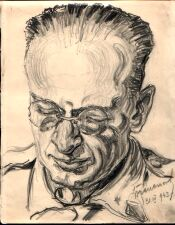

Ba tranh chân dung những người lính Ba Lan lưu vong ở Anh năm 1943.

### Sau chiến tranh
Năm 1949, Przespolewski kết hôn với một nghệ sĩ quốc tịch Bỉ-Hà Lan là Jeanne Prisse (1921–2008). Cặp đôi chuyển đến Salford (phụ cận Manchester, Anh). Tại đây, ông nhận làm một số công việc lặt vặt và đảm nhận công việc thiết kế cho một số công ty ngành công nghiệp gốm sứ. Sau đó, vợ chồng ôn chuyển đến Ulvenhout, Hà Lan. Ông mở xưởng vẽ riêng tại đây. Ông đã vẽ và thiết kế nhiều kiểu dáng khác nhau để trang trí sân khấu và trang trí đồ gốm. Đây cũng là nơi ông dạy nghệ thuật cho các nhóm nhỏ học trò.